# Textilchemiker
Textilchemiker/in ist eine in Österreich gebräuchliche Bezeichnung für einen anerkannten Beruf bzw. Ausbildungsberuf, der dem Berufsfeld Textiltechnik zugeordnet ist. Textilchemiker bereiten textile Grundmaterialien so auf, dass sie für den Einsatz im Alltag und Technik verwendet werden können. Dazu bearbeiten und veredeln sie natürliche und künstliche (synthetische) Textilfasern, Garne und Gewebe.

## Berufsbild
Textilchemiker arbeiten in Betrieben der Textilindustrie im Team mit ihren Kollegen sowie mit anderen Fachkräften im Bereich Textiltechnik und Chemie. Sie arbeiten in der Produktion und Veredelung verschiedener Textilfasern. Dazu richten sie die Maschinen ein, setzen Behandlungslösungen und Färbebäder an, steuern die Apparate, Kontroll- und Messgeräte und überwachen den Veredelungsprozess.

## Ausbildung
Die Ausbildungsinhalte entsprechen den Anforderungen und Aufgaben des Berufs. In Österreich werden Lehrlinge 3,5 Jahre im dualen System an Berufsschulen und in Lehrbetrieben ausgebildet. So erwerben sie theoretische und praktische Kenntnisse und Fähigkeiten, über die sie am Ausbildungsende die Lehrabschlussprüfung ablegen. Verwandte Lehrberufe können mit verkürzter Lehrzeit absolviert werden, wie z. B. Chemielabortechniker oder Textilreiniger.  
Zahlreiche fachspezifische Fort- und Weiterbildungsangebote stehen zur Auswahl aber auch die Ausbildung zum Werkmeister. Die selbstständige Berufsausübung ist für Textilchemiker unter anderem im reglementierten Handwerk der Textilreiniger oder im freien Gewerbe Textilveredler möglich. Für Höherqualifizierungen an Kollegs, Fachhochschulen und Universitäten benötigt man die Berufsmatura (Berufsreifeprüfung), die sich aus der Lehrabschlussprüfung und vier weiteren Prüfungen zusammensetzt.